# Río Yeli
El río Yeli es un curso natural de agua que fluye con dirección oeste hasta desembocar en el golfo de Corcovado, frente al extremo sur de la isla de Chiloé, en la Región de Los Lagos de Chile.

## Trayecto
El río nace en las faldas suroeste del volcán Yanteles.

## Historia
Luis Risopatrón lo describe en su Diccionario Jeográfico de Chile de 1924:
Yeli (Riachuelo). 43° 31' 73° 00' Es de corto caudal, célebre por la cantidad de peces que se coje en él, nace en las faldas del monte del mismo nombre, corre hácia el W i se vácia en una playa de arena de la costa E del golfo del Corcovado, donde presenta una barra mui brava. 1, xiii, carta de Moraleda (1795); xxv. p. 227 i 411; xxix, carta 158; i xxxi, carta 159; 60, p. 451; 107, p. 11 i mapa de Krüger (1898); i 156; Yali en 1, viii, p. 148; i Miragualal en la p. 149?